# Uta Pippig
Uta Pippig (Leipzig, 7 september 1965) is een voormalige Duitse langeafstandloopster, die het meest succesvol was op de marathon. Ze werd op dit atletiekonderdeel tweemaal Oost-Duits kampioene en won in de jaren negentig van de 20e eeuw verschillende internationaal aansprekende marathons.

## Biografie

### Professioneel hardloopster na medicijnenstudie
Als dochter van twee natuurkundigen begon Pippig op dertienjarige leeftijd als inwoonster van Oost-Duitsland met hardlopen. Ze studeerde medicijnen aan de Vrije Universiteit van Berlijn. Na haar diploma besloot ze professioneel hardloopster te worden. Nog voor de eenwording van Duitsland verliet ze in 1990 Oost-Duitsland.

### Indrukwekkende serie
Vanaf 1992 startte Pippig een indrukwekkende serie marathonoverwinningen. Nadat zij in 1990 al voor de eerste maal de marathon van Berlijn had gewonnen, herhaalde zij dit kunststukje in 1992. Hierop volgde in 1993 een overwinning in de New York City Marathon, zegevierde zij vervolgens in 1994 en 1995 in Boston, won ze nog in datzelfde jaar voor de derde maal in Berlijn, waarna ze in 1996 eveneens voor de derde maal Boston aan haar zegekar bond. Haar triomftocht op de marathon werd pas in 1996 tijdens de Olympische Spelen in Atlanta afgebroken, want in die wedstrijd gaf zij voortijdig op.
Haar overwinning in 1996 in Boston was waarschijnlijk wel haar meest memorabele. In die wedstrijd werd Uta Pippig onderweg zichtbaar verrast door haar menstruatie en kreeg zij bovendien last van diarree. Ze won de wedstrijd uiteindelijk in 2:27.12 en beschouwde het als de mooiste overwinning van haar leven.

### Schorsing ongedaan gemaakt
In 1998 toonde een "out-of-competition" dopingtest een te grote hoeveelheid testosteron aan in haar bloed. De Duitse atletiekbond schorste haar voor twee jaar. Pippig ging in hoger beroep en verklaarde dat deze stoffen bij haar van nature aangemaakt waren. Deze bewering werd ondersteund door medische experts en uiteindelijk werd de zaak door de Duitse arbitragecommissie geseponeerd.

### Furore in de Verenigde Staten
Pippig is in Amerika populairder dan in Duitsland en bezit sinds 2004 zowel een Duits als Amerikaans paspoort. Op 20 november 2006 werd Uta Pippig benoemd tot president van de firma Take The Magic Step, LLC. Deze firma werd gevestigd om Uta Pippigs Take-The-Magic Step-Gezondheids- en Fitnessprogramma meer bekendheid te geven en te ontwikkelen. Take The Magic Step, LLC is gevestigd in Boca Raton, Florida.

## Titels
- Duits kampioene 5000 m - 1995
- Duits indoorkampioene 3000 m - 1991
- West-Duits kampioene veldlopen (lange afstand) - 1990
- Oost-Duits kampioene marathon - 1986, 1987

## Persoonlijke records
Baan
| Onderdeel | Prestatie | Datum            | Plaats  |
| --------- | --------- | ---------------- | ------- |
| 3000 m    | 8.40,99   | 4 augustus 1993  | Zürich  |
| 5000 m    | 15.15,04  | 27 augustus 1993 | Berlijn |
| 10.000 m  | 31.21,36  | 28 mei 1992      | Jena    |

Weg
| Onderdeel      | Prestatie     | Datum            | Plaats |
| -------------- | ------------- | ---------------- | ------ |
| 5 km           | 15.28,8       | 10 juni 1990     | Bern   |
| 10 Eng. mijl   | 53.56 (ex-NR) | 25 augustus 1990 | Flint  |
| halve marathon | 1:07.58 (NR)  | 19 maart 1995    | Kioto  |
| marathon       | 2:21.45       | 18 april 1994    | Boston |

Indoor
| Onderdeel | Prestatie        | Datum            | Plaats    |
| --------- | ---------------- | ---------------- | --------- |
| 5000 m    | 15.13,72 (ex-NR) | 10 februari 1991 | Stuttgart |

## Palmares

### 3000 m
- 1991:  Europese beker - 8.45,40

### 5 km
- 1990:  BOclassic - 16.04

### 10.000 m
- 1991: 6e WK - 31.55,68
- 1992: 7e OS - 31.36,45
- 1995:  Europese beker - 32.14,66

### 15 km
- 1991:  WK 15 km - 48.44

### halve marathon
- 1991:  City-Pier-City Loop - 1:10.35
- 1995: halve marathon van Kioto - 1:07.58

### marathon
- 1985:  marathon van Leipzig - 2:36.45
- 1986:  marathon van Leipzig - 2:37.56
- 1987:  marathon van Leipzig - 2:30.50
- 1987: 8e marathon van Seoel - 2:34.48
- 1987: 14e WK - 2:39.30
- 1988:  marathon van Tokio - 2:32.20
- 1988:  marathon van Nove Mesto nad Vahem - 2:36.58
- 1989:  Wereldbeker in Milaan - 2:35.17
- 1990:  Boston Marathon - 2:28.03
- 1990:  marathon van Berlijn - 2:28.37
- 1991:  Boston Marathon - 2:26.52
- 1992:  Boston Marathon - 2:27.12
- 1992:  marathon van Berlijn - 2:30.22
- 1993:  New York City Marathon - 2:26.24
- 1994:  Boston Marathon - 2:21.45
- 1995:  Boston Marathon - 2:25.11
- 1995:  marathon van Berlijn - 2:25.37
- 1996:  Boston Marathon - 2:27.13
- 1996: DNF OS
- 1997: 4e Boston Marathon - 2:28.51